# Modèle de Kalecki
Le modèle de Kalecki est un modèle économique qui explique les cycles économiques par des variations de l'investissement. Il a été mis au point par Michał Kalecki dans une publication de 1933.

## Concept
Le modèle de Kalecki est une tentative d'explication des cycles économiques et du fonctionnement de l'économie, sans jamais passer par l'hypothèse de l'équilibre général. Kalecki les considère comme endogènes au système économique, c'est-à-dire qu'ils ne sont pas dus à des chocs extérieurs. Kalecki fonde son modèle sur une boucle de rétroaction entre l'épargne prévue et l'investissement, où la production (c'est-à-dire le PIB) fait office de variable d'ajustement.
L'investissement est l'élément le plus important de ce modèle. Les entreprises décideraient d'investir lorsque le niveau d'investissement actuel est inférieur au niveau d'investissement idéal, celui nécessaire pour maintenir la capacité de production constante. Les récessions ont donc lieu lorsque les entreprises n'ont pas à investir pour maintenir constante leur capacité de production. Posé différemment, l'investissement dépend de l'écart entre les profits anticipés et la valeur du capital accumulé.
L'investissement appelant l'investissement (car investissement est en même temps consommation), l'investissement brut au moment t engendre normalement un investissement brut supérieur sur la période suivante. Le coefficient de réinvestissement, dès lors qu'il est supérieur à 1, provoque un cercle vertueux de croissance. L'innovation joue un rôle moteur, car les investissements anticipent que l'entrepreneur qui dispose d'innovations va générer plus de profits, et donc pouvoir plus investir. Ainsi, si le progrès technique est intégré dans le modèle, il n'en est pas non plus le cœur, contrairement au modèle de la destruction créatrice. Pour Kalecki, la croissance est égal à s divisé par v + e, où e est le progrès technique.
Pour un niveau de profit donné, l'augmentation du stock global de capital réduit la rentabilité de chaque unité de production. Cela réduit les profits, et donc les investissements. Le mécanisme s'inverse lorsque, durant la récession, la réduction du stock de capital permet de restaurer le taux de profit, et donc incite les entrepreneurs à recommencer à investir.
L'évolution de l'investissement fait d'un système économique capitaliste un système instable et contradictoire. Il existe toutefois des éléments de stabilité. Ainsi, la consommation n'est pas, chez Kalecki, le moteur de l'économie et de ses cycles, car il soutient que la propension à consommer des agents économiques est fonction de la part de leur rémunération dans le partage de la valeur ajoutée. Or, cette proportion est stable dans le temps.
Le modèle n'est pas uniquement macroéconomique, car il se fonde sur des postulats microéconomiques qui se veulent réalistes. Les postulats micro sont la compétition imparfaite, la distribution de revenue imparfaite. Le modèle part toutefois d'autres postulats irréalistes, tels que l'économie fermée, et l'absence de dépenses publiques.

## Historique
Kalecki avance ses propres idées, à l'instar de John Maynard Keynes, dans les années 1920 et suivantes. Les historiens de la pensée économique soutiennent que Kalecki a été « keynésien avant Keynes », c'est-à-dire que plusieurs de ses idées, comme le modèle de Kalecki, sont compatibles avec le keynésianisme alors qu'elles ont été développées un peu avant ou concomitamment.